# Космический волк
«Космический волк» (англ. Space Wolf) — цикл научно-фантастических произведений по вселенной «Warhammer 40000», первые четыре книги написаны Уильямом Кингом, 5-я и 6-я Ли Лайтнером. Помимо отдельных изданий, произведения так же выпускались в виде двух омнибусов, содержащих по три романа в каждом.
Цикл описывает жизнь Рагнара Черная Грива, обычного юноши, родившегося на Фенрисе, в племени «Грохочущих Кулаков». По ходу сюжета Рагнар становится одним из избранных для преобразования в генно-модифицированного сверхчеловека. Он становится космодесантником, проходит боевое крещение, находит себе друзей и врагов, постепенно развиваясь в роли космического десантника Ордена Космических Волков.

## Космический волк
«Космический волк» (англ. Space Wolf) — первая книга цикла.
Рагнар, обычный юноша из племени «Грохочущих Кулаков», родившийся на Фенрисе, ведет трудоемкую, но простую жизнь, далекую от цивилизации, даже не догадываясь, что мифы его народа — суровая реальность этой вселенной. В стычке соперничающих племен, погибают оба народа, единственными выжившими оказываются Рагнар из «Грохочущих Кулаков» и Стрибьорн из «Беспощадных Черепов». Их подбирают члены ордена Космических Волков, одного из прославленных орденов Адептус Астартес. Рагнару приходится пройти суровые испытания и изнурительные физические тренировки, в рамках подготовки к генетическим модификациям, призванным сделать из него супер солдата, — космического десантника, готового служить на благо Империума.

## Книги цикла
- «Космический Волк» (Space Wolf, 12.1999), Уильям Кинг
- «Коготь Рагнара» (Ragnar’s Claw, 07.2000), Уильям Кинг
- «В брюхе зверя» (In the Belly of the Beast) (рассказ), Уильям Кинг
- «Серый охотник» (Grey Hunter, 02.2002), Уильям Кинг
- «Космические волки (омнибус)» (The Space Wolf Omnibus, 2008) — включает в себя три первые книги Уильяма Кинга
- «Волчий клинок» (Wolfblade, 10.2003), Уильям Кинг
- «Сыны Фенриса» (Sons of Fenris, 01.2007), Лайтнер Ли
- «Честь Волка» (Wolfs Honour, 03.2008), Лайтнер Ли
- «Космические волки (второй омнибус)» (Space Wolf: The Second Omnibus, 2009) — включает в себя следующие три книги
- «Кровь Асахейма» (Blood of Asaheim, 04.2013) (новелла), Крис Райт